# Almăj
Almăj là một xã thuộc hạt Dolj, România. Dân số thời điểm năm 2002 là 4157 người.